# ウェブディレクトリ
ウェブディレクトリ (英: web directory)またはリンクディレクトリ (英: link directory)は、ウェブサイトの目録、リンク集、索引集のこと。つまり、ワールドワイドウェブのディレクトリのことを指す。歴史的に、「ディレクトリ」は、人名や企業名とその連絡先情報を一覧にしたものであった。このようなディレクトリは今日でも使われる。同様に「ウェブディレクトリ」には、ウェブサイト名、説明、リンクが、分類別に編成されている。殆どのウェブディレクトリでは、ウェブサイト内の各ページ (ディープリンク)ではなく、ウェブサイトのトップページのみを扱い、含められる分類数に制限をかけている。
ウェブで情報を見つけるには、検索または参照の2つの方法がある。 ウェブディレクトリは、構造化されたリストにリンクを提供して、ブラウジングを容易にする。多くのウェブディレクトリは、ディレクトリを検索するための検索エンジン (ディレクトリ型検索エンジン) を提供することにより、検索とブラウジングを組み合わせている。 ウェブクローラーによって自動的に収集されたエントリのデータベースに基づいて結果を表示するロボット型検索エンジンとは異なり、殆どのウェブディレクトリは人間の編集者によって手動で作成される。多くのウェブディレクトリでは、サイトの所有者が自分のサイトを申請することができる。
ウェブディレクトリは、取り扱われる範囲が全般にわたる場合もあれば、特定の主題、領域に限定されている場合もある。掲載申請は無料/有料のいずれの場合もある。
RSSディレクトリはウェブディレクトリに似ているが、ウェブサイトへのリンクではなく、 RSSフィードへのリンク一覧が掲載される。

## 歴史
ウェブの黎明期に、 ティム・バーナーズ＝リーによって編集され、CERNウェブサーバーでホストされているウェブサーバーの一覧があった。 1992年の歴史的なスナップショットが1つ残っている。 彼はまた、最も古いウェブディレクトリであるWorld Wide Web仮想ライブラリを作成した。 

### ディレクトリで扱われる範囲
全般の内容を扱っているウェブディレクトリは、幅広いカテゴリ、地域、言語のウェブサイトが一覧表示される。一方、ニッチなウェブディレクトリは、一部の地域、単一言語、または特定の専門分野に焦点を当てたウェブサイトの一覧を表示する。多数のサイトが存在するニッチディレクトリの一種に、ショッピングディレクトリがある。ショッピングディレクトリは、小売eコマースサイトのリストを専門としている。
よく知られている一般的なウェブディレクトリの例はYahoo!ディレクトリ （米国では2014年末に廃止、日本では同等のサービスYahoo!カテゴリが2018年3月末に廃止）とDMOZ （2017年3月14日に廃止）である。
DMOZは、分類が広範囲に渡り多数のリストが登録されていること、および他のディレクトリや検索エンジンに無料でシンジケートできるという意味において特筆すべきサービスであった。DMOZは特定分野の専門家からなるボランティアによって編集されていた。しかし、そのため申請の承認が大幅に遅れたり、ボランティア編集者間の論争があったりするために批判を受けることがあった。
これらの批判に応えて、ボランティアが編集したディレクトリの中には、ディレクトリの編集に幅広いコミュニティが参加できるようにするためにウィキ方式を採用するものもある。しかし、品質が低くなり、客観性の低いエントリが増えるリスクがある。
ディレクトリやデータベースの内容の品質については議論が続いていた。そこで、検索エンジンはODPのコンテンツを統合せず、クラスタリングを使用した実験も行われていた。

## 事業モデル
ウェブディレクトリには、掲載が無料の場合と有料の場合があり、有料の場合は追加の機能がある場合がある。
- 費用
  - 無料申請 –申請されたサイトのレビューと掲載を無料で行う。
  - 有料申請 –申請されたサイトのレビューと掲載のために1回限りまたは定期的な料金が発生する。無料サービスと併用されている場合は、掲載位置が有利になったり、申請から承認までの速度が早くなる事が多い。一方、あくまで審査料としている場合もある[10]。
- 注目のリスト –リンクは、特別なカテゴリ、またはトップページなどのディレクトリの他の場所で、目立つ位置に掲載される。スポンサーリストと呼ばれることも。
- 掲載位置の入札 - 掲載位置を入札で決定し、高額の費用を支払ったサイトがよりよい位置に掲載される。
- アフィリエイトリンク –顧客がディレクトリからウェブサイトを見つけて売上が上がった場合、紹介顧客のコミッションを獲得する。
- 相互リンク –ディレクトリに掲載されるためには、申請されたサイトのどこかにディレクトリへのリンクを追加する。この戦略は、サイトのSEO対策のために盛んに行われていたが、検索エンジンのアルゴリズム変更によりウェブディレクトリに対する評価が下がったことで人気が低下し、価値が低下したり、逆効果になるようになった[11][12]。

## 多言語のウェブディレクトリ
- Yahoo! Directory - 廃止
- Open Directory Project (DMOZ) - 廃止、後継のCurlieに移行
- LookSmart - 廃止
- AboutUs.org